# 김윤도 (축구 선수)
김윤도(金潤鍍, 2003년 5월 29일 ~ )는 대한민국의 축구 선수로 포지션은 센터백, 오른쪽 풀백이며 현재 오버리가 프랑크푸르트 II 소속이다. 2023년까지는 김강현라는 이름으로 활약하였으며 2023년 현재의 이름인 김윤도으로 개명하였다.